# Change (canção de Tears for Fears)
 “Change” é uma canção da banda britânica Tears for Fears. Escrita por Roland Orzabal e interpretada pelo baixista Curt Smith, foi o quarto single lançado pela banda. Se tornou o segundo sucesso de seu álbum de estréia The Hurting (1983) e o segundo a entrar no UK Top 5, seguindo o sucesso de “Mad World”. A canção também deu à banda a possibilidade de ter pel um single nas paradas americanas quando atingiu a Billboard Top 100 em agosto de 1983. “Change” também foi um grande sucesso internacional, alcançando o Top 40 em vários países.

## Significado
"Não é bem sobre algo específico. É só uma daquelas letras baratas do pop."— Roland Orzabal

## Versões
A versão de 7’’ de “Change” é a mesma encontrada no álbum The Hurting, mas levemente editada. Um remix estendido da canção é apresentado como a faixa principal no single de 12’’. Enquanto muitas cópias do single de 12’’ usaram o remix da versão de 7’’ como lado b, algumas contaram com uma gravação completamente diferente. Embora sem créditos nos próprios singles, este remix é rotulado como “New Version” (nova versão) no lançamento em cassete no Reino Unido do The Hurting, onde foi incluída como uma faixa bônus. Apresentando um conjunto alternativo de letras, esta versão antecede o remix de 7’’, apesar do título.
"É um passo atrás do que estávamos fazendo antes de “Mad World”... a versão no The Hurting é uma grande melhoria."— Curt Smith

## Lado B
“The Conflict” é uma canção que serviu como lado-b para o single "Change". É composta por um verso repetitivo que descreve um conflito entre dois indivíduos. Interpretada por Curt Smith, é uma das poucas canções do catálogo do Tears for Fears no qual os créditos são compartilhados.

## Videoclipe
O videoclipe para “Change” foi dirigido por Clive Richardson, conhecido por seu trabalho anterior com Depeche Mode.

## Lista de músicas
7": Mercury / IDEA4 (Reino Unido, Irlanda) / 812 677-7 (Estados Unidos) / 6059 596 (Austrália, Europa, África do Sul) / SOV 2322 (Canadá) / 7PP-101 (Japão)
1. "Change" (3:52)
2. "The Conflict" (4:02)

12": Mercury / IDEA412 (Reino Unido) / 6400 730 (Europa)
1. "Change [Extended Version]" (5:54)
2. "Change" (3:52)
3. "The Conflict" (4:02)

12": Mercury / IDEA412 (Reino Unido) / 6400 730 (Austrália) / SOVX 2322 (Canadá)
1. "Change [Extended Version]" (5:54)
2. "Change [New Version]" (4:33)
3. "The Conflict" (4:02)

- A nova versão ("New Version") não é especificamente identificada como tal nesse lançamento.

## Desempenho nas paradas musicais
| Parada musical                       | Posição atingida |
| ------------------------------------ | ---------------- |
| Austrália (Kent Music Report)        | 29               |
| Bélgica (Ultratop 50 Flanders)       | 30               |
| Bélgica (VRT Top 30 Flanders)        | 24               |
| Canadá (CHUM)                        | 12               |
| Canada Top Singles (RPM)             | 23               |
| Irlanda (IRMA)                       | 8                |
| Itália (FIMI)                        | 27               |
| Holanda (Single Top 100)             | 32               |
| Nova Zelândia (Recorded Music NZ)    | 36               |
| Polônia (LP3)                        | 9                |
| África do Sul (Springbok Radio)      | 5                |
| UK Singles (Official Charts Company) | 4                |
| US Billboard Hot 100                 | 73               |
| US Billboard Top Tracks              | 22               |
| US Cash Box                          | 74               |

## Sample
A melodia base de xilofone da canção foi utilizada por vários artistas:
- Culture Beat, na faixa "No Deeper Meaning" (1991) [15]
- Havana, na faixa "Ethnic Prayer" (1993) [16]
- David Guetta, na faixa "Always" (2007) [17]
- Lexy & K-Paul, na faixa "Trick on Me" (2009) [18]

## Covers e remixes
Um remix feito pelo DJ britânico Joey Negro foi incluído, juntamente com outros remixes do Tears for Fears, em um EP promocional de 2004.
 O DJ e produtor israelense Offer Nissim também produziu duas versões de “Change”, ambas utilizando a melodia base de xilofone da faixa original. Os vocais foram fornecidos por Ohad Heim. As faixas são as seguintes:
- Offer Nissim - Change ft Ohad Heim (Offer Nissim Remix)

Lançado no álbum Happy People, em 2008.
- Offer Nissim - Change ft Ohad Heim (Original Mix)